# Burg Bergerhausen
Die Burg Bergerhausen ist eine Burganlage in Bergerhausen, das zu Blatzheim, einem Stadtteil von Kerpen im Rhein-Erft-Kreis gehört. Der Burganlage angeschlossen ist ein öffentlicher Park, der mit seinem alten Baumbestand und dem Blick auf die Burg als Naherholungsgebiet vor allem an Wochenenden viele Besucher anlockt.

## Geschichte

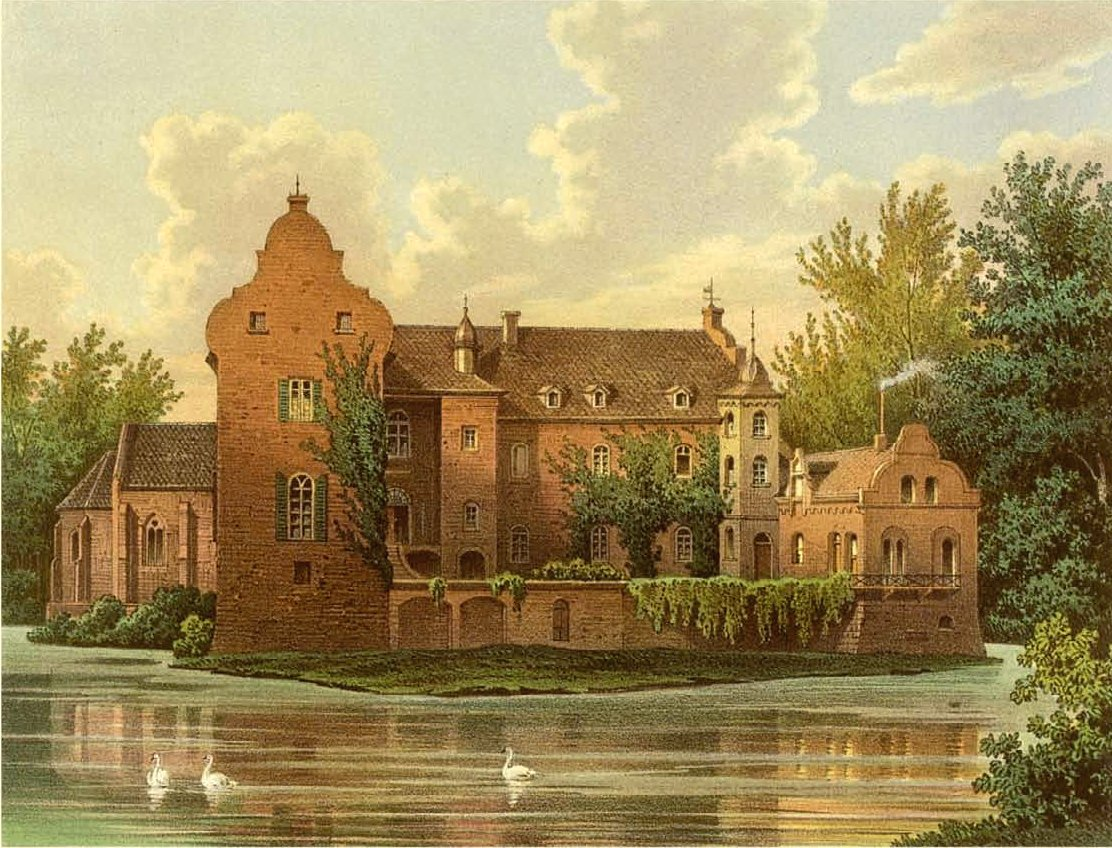
Burg Bergerhausen um 1860, Sammlung Alexander Duncker

Sie ist als eine von ehemals drei Burgen in Bergerhausen heute noch erhalten. Die Wasserburg wurde im 13. Jahrhundert erbaut und war der Stammsitz der Ritter von Bergerhausen. Um 1320 verkauften die Brüder von Bergerhausen einen Teil des Besitzes an das Kölner Mariengradenstift. Die Erzbischöfe von Köln erwarben die Herrschaft zur Verteidigung ihres Hoheitsgebiets. 1334 gab Erzbischof Walram Burg Bergerhausen für geleistete Dienste an den Ritter Hans-Ulrich von Bergerhausen. Um 1430 versahen die Nachfahren die Burg mit starken Befestigungsanlagen. Nella († 1442), Erbtochter des Wilhelm von Bergerhausen, brachte den Besitz 1424 in ihre Ehe mit Statz von dem Bongart ein. Der Ausbau zur heutigen Burg erfolgte im 16. Jahrhundert.
1830 kam der Besitz durch Heirat an Clemens August Waldbott von Bassenheim-Bornheim. Ende des 19. Jahrhunderts übersiedelte die Familie nach Ungarn, so dass 1894 ein Verwandter des Besitzers, Clemens Freiherr von Loë-Longenburg, das Anwesen käuflich erwarb und es an seinen Neffen Walter Freiherr von Loë vererbte. 1976 vermietete der Sohn Clemens Freiherr von Loë die Anlage an das Psychotherapeutische Institut Bergerhausen unter Leitung von Hans-Werner Gessmann. Das Institut baute sie bis 1989 zu einem therapeutischen Zentrum aus. Nach dem plötzlichen Tod von Walter Freiherr von Loë und seinem Sohn Clemens verkaufte die Erbengemeinschaft die Burganlage an die früheren Pächter der Ländereien des Burghofs Josef und Willy Stollenwerk. Diese renovierten die Gebäude im Jahr 1984.

## Heutige Nutzung

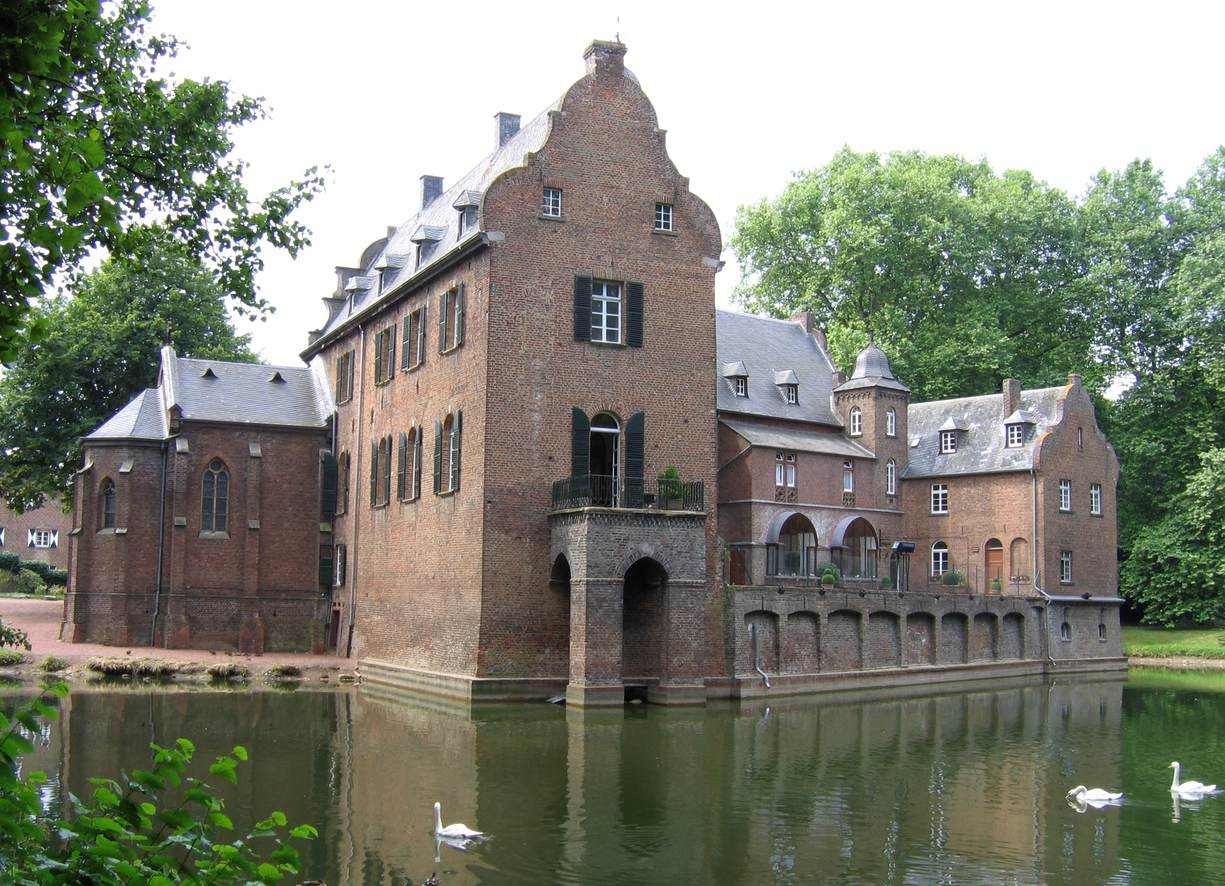
Burg Bergerhausen (Nordseite)

Heute ist die Burg Bergerhausen ein beliebter Ort für Hochzeiten, Trauungen, Geburtstage oder ähnliche Feste. Hochzeitspaaren ist es möglich, sich in dem von der Stadt Kerpen angemieteten Kaminzimmer standesamtlich sowie in der angrenzenden Kapelle kirchlich trauen zu lassen. Darüber hinaus fanden hier Open-Air-Konzerte, Handwerkermärkte, Weihnachtsmärkte und Hochzeitsmessen statt.
Die Anlage wird gelegentlich auch als Filmkulisse für Kinofilme und Fernsehserien genutzt. Dazu gehören u. a. Tatort, Wilsberg, Unter uns, Alarm für Cobra 11, Ghosts und der Film Schoßgebete. Das Gelände der Burg steht auch für Fotostrecken und Werbeaufnahmen zur Verfügung. In der Folge Klassentreffen der Kriminalserie SOKO Köln (ZDF, 2011) stellt die Burg eine Schule dar, in der die Schulleiterin ermordet worden ist. In der 25. Folge der Krimireihe Wilsberg Das Jubiläum dient die Burg als Schlosshotel. Die 73. und die 75. Folge von Wilsberg, Einer von uns und Ungebetene Gäste, spielen sich ausschließlich in der Burg ab.